# Папирна (ТВ филм)
„Папирна” је југословенски ТВ филм из 1978. године. Режирао га је Александар Јевђевић а сценарио је написао Алија Исаковић.

## Улоге
| Глумац           | Улога |
| ---------------- | ----- |
| Драган Јовичић   |       |
| Велимир Животић  | Смајо |
| Заим Музаферија  | Васо  |
| Драган Шаковић   |       |
| Адем Чејван      |       |
| Јосип Пејаковић  |       |
| Васја Станковић  |       |
| Радмила Ђурђевић |       |
| Жарко Мијатовић  |       |
| Александар Мичић |       |
| Миленко Видовић  |       |

Остале улоге  ▼
| Глумац          | Улога |
| --------------- | ----- |
| Миодраг Брезо   |       |
| Фране Тадић     |       |
| Оља Вуковић     |       |
| Анђелко Шаренац |       |
| Мухарем Осмић   |       |
| Марио Мисмер    |       |
| Ранко Гучевац   |       |
| Иштван Габор    |       |
| Сучрија Бојчић  |       |